# 塔克世
塔克世（转写：Taksi，？—1583年），中国明朝后期女真建州左卫领袖，史書中又譯為塔失、他矢，清朝實際上創始人清太祖努爾哈赤的父亲，觉昌安的第四子。

## 生平
嘉靖末年，作为建州右卫都指挥使王杲的部下，多次侵犯明朝边境，后来背弃王杲归顺明朝。万历二年（1574年），帮助李成梁击灭王杲，升任建州左卫指挥使。萬曆十一年（1583年）时，同其父觉昌安赴古埒城试图劝降叛明的姪女婿阿台，不料尼堪外兰破城后纵兵屠城，塔克世与觉昌安均死难。
1636年5月16日（清崇德元年四月乙亥朔十二日丙戌），皇太极追尊他为福王。1648年12月18日（清顺治五年十一月辛酉朔五日乙丑），顺治帝追谥他為宣皇帝（转写：hafumbuha hvwangdi），庙号顯祖（转写：iletulehe mafa）。努爾哈赤生母亦同時尊為宣皇后。

## 家庭
- 五世祖：孟特穆，追尊清肇祖。
- 高祖父：充善
- 曾祖父：錫寶齊篇古

- 祖父：福滿，順治五年追尊清興祖。
- 祖母：喜塔腊氏，清政府追赠直皇后
- 父：覺昌安，清朝統一後追尊為清景祖。
- 母：清政府追赠翼皇后。

### 妻妾
- 嫡夫人：額穆齊，喜塔臘氏，阿姑都督之長女。
- 次夫人：懇哲，哈達那拉氏，哈達國汗王台所養族女。
- 庶妃：李佳氏，古鲁礼之女[1]。
- 庶妃：薩木占姐姐。努爾哈赤从叔龍敦挑撥下，努爾哈赤庶母之弟薩木占遂率族眾阻攔努爾哈赤妹夫噶哈善哈思虎於路，並且殺害噶哈善哈思虎[2]。

### 子女
- 長子：清太祖努爾哈赤，生母為額穆齊。
- 次子：誠毅勇壯貝勒穆爾哈齊，生母為李佳氏。
- 三子：和碩莊親王舒爾哈齊，努爾哈赤同母弟。
- 四子：通達郡王雅爾哈齊，努爾哈赤同母弟。
- 五子：篤義剛果貝勒巴雅喇，生母為懇哲。
- 女：常柱妻，努尔哈赤异母姐，海西女真乌拉部贝勒常柱之妻、鑲白旗滿州第二參領第八佐領察木布之母。
- 女：沾河姑，努尔哈赤同母妹，雍正五年追封為和碩靜安公主。

## 影視形象

### 電視劇
| 年份   | 地區           | 作品             | 演員   |
| 1987年 | 香港亞洲電視   | 《滿清十三皇朝》 | 梁锦燊 |
| 2006年 | 中国中央电视台 | 《太祖秘史》     | 屠洪刚 |